# Universidad de Manizales
La Universidad de Manizales es una universidad privada de Colombia, sujeta a inspección y vigilancia por medio de la Ley 1740 de 2014 y la ley 30 de 1992  del Ministerio de Educación de Colombia. Su campus se encuentra ubicado en la ciudad de Manizales, Caldas.

## Historia
En 1972 se crea como Universidad Cooperativa por la Cooperativa para el Fomento de la Educación Superior, COOFES. El 24 de julio de 1972, 200 estudiantes comenzaron clases de Contaduría Pública, Derecho, Economía y Psicología, en la sede del Instituto Tecnológico Industrial. En 1983, debido a la redefinición de su misión y objetivos, cambia su nombre por Fundación Universitaria de Manizales, FUNDEMA. El 7 de abril de 1992, mediante la Resolución 2317 del Ministerio de Educación Nacional, se le otorga el reconocimiento como universidad, pasando entonces a denominarse Universidad de Manizales.

## Campus

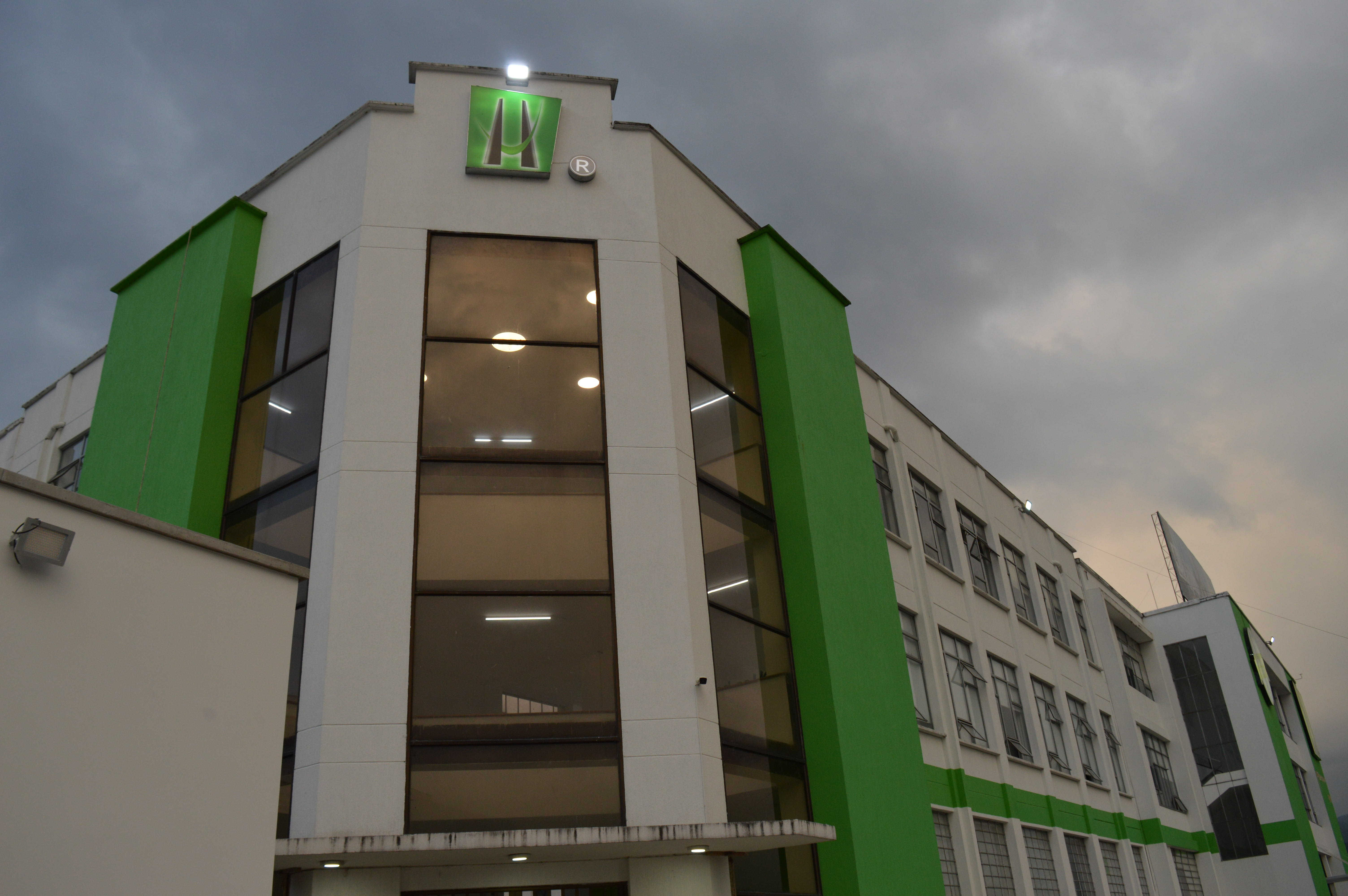
Entrada del campus principal en el barrio Campohermoso.

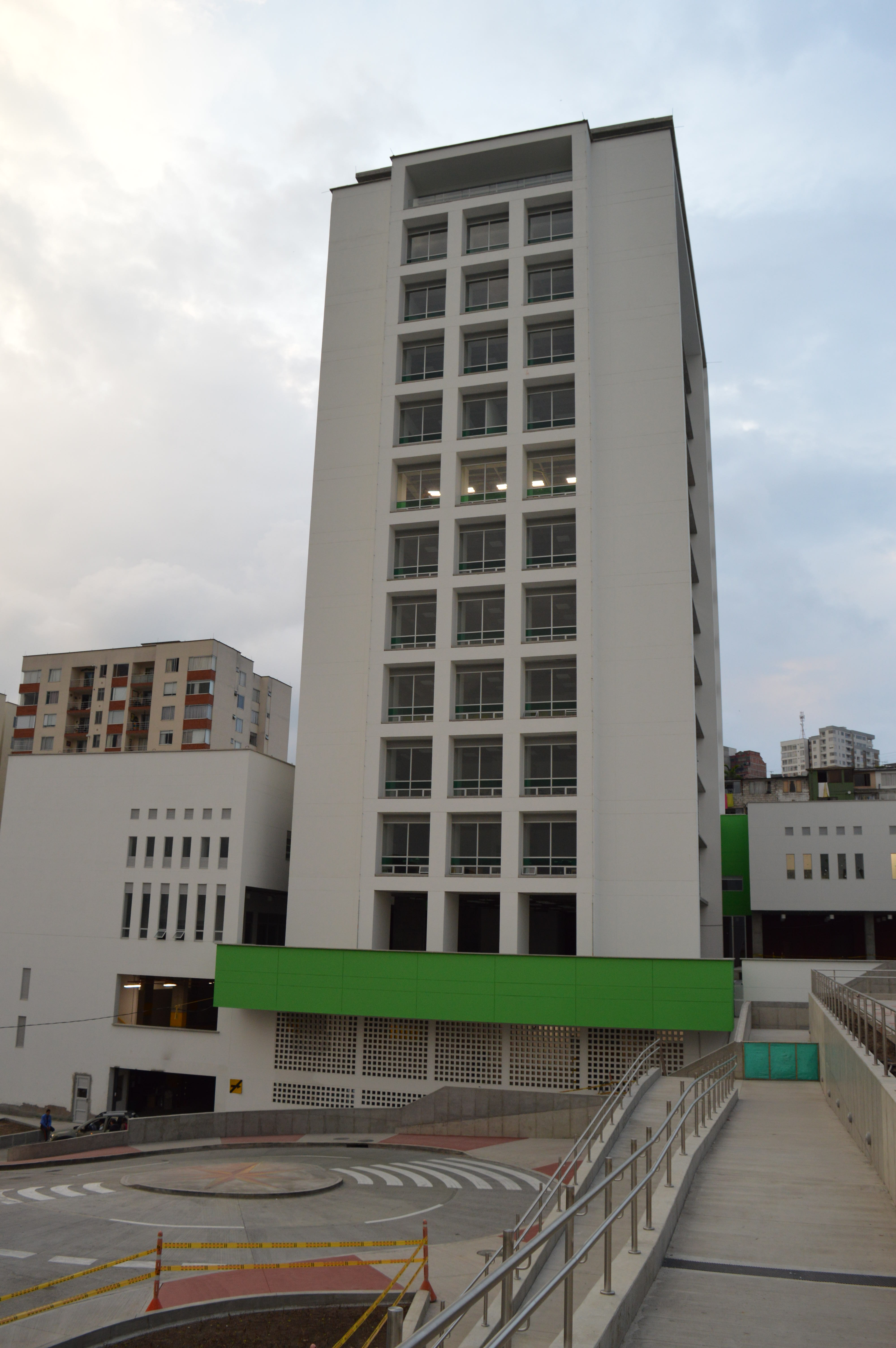
Torre Emblemática, inaugurada en 2018, campus principal.

El campus principal de la Universidad de Manizales se encuentra en el barrio Campohermoso, allí se desarrollan todas las actividades de pregrado y posgrado. Además cuenta con un Centro de Atención Psicológica (CAP) en el barrio Estrella, donde los estudiantes del programa de Psicología desarrollan sus actividades de extensión e investigación.

## Académico

### Facultades y programas
La universidad cuenta con cinco facultades, en las cuales se ofrece tecnologías, programas de pregrado, y de posgrado:

#### Facultad de Ciencias Contables, Económicas y Administrativas
- Pregrado
  - Administración de Empresas.
  - Administración de Empresas (Virtual).
  - Contaduría Pública.
  - Contaduría Pública (Virtual).
  - Economía (Virtual).
  - Mercadeo Nacional e Internacional.
  - Mercadeo Nacional e Internacional (Virtual).
  - Finanzas y negocios internacionales (Virtual).
  - Técnica profesional en atención al cliente.
  - Técnica profesional en producción pecuaria.
  - Tecnología en desarrollo pecuario.
  - Tecnología en gestión comercial.

- Posgrado
  - Especialización en Gerencia de Mercadeo y Ventas.
  - Especialización en Gestión de Estándares Internacionales de Información Financiera.
  - Maestría en Desarrollo Sostenible y Medio Ambiente.
  - Maestría en Economía.
  - Maestría en Mercadeo.
  - Maestría en Tributación.
  - Doctorado en Desarrollo Sostenible.

#### Facultad de Ciencias Sociales y Humanas
- Pregrado
  - Comunicación Social y Periodismo.
  - Licenciatura en educación Básica con Énfasis en Inglés (A distancia).
  - Psicología.

- Posgrado
  - Especialización en Gerencia del Talento Humano.
  - Especialización en Neuropsicopedagogía.
  - Especialización en psicoterapia y consultoría sistémica.
  - Maestría en Desarrollo infantil.
  - Maestría en Psicología Clínica.
  - Maestría en Educación desde la Diversidad (A distancia).
  - Maestría en Educación Docencia.
  - Maestría en Educación y Desarrollo Humano
  - Maestría en Gerencia del Talento Humano.
  - Doctorado en Ciencias Sociales, Niñez y Juventud.
  - Doctorado Formación en Diversidad.

#### Facultad de Ciencias de la Salud
- Pregrado
  - Medicina General
- Posgrado
  - Especialización en Medicina Crítica y Cuidados Intensivos
  - Especialización en Psiquiatría

#### Facultad de Ciencias Jurídicas
- Pregrado
  - Derecho.

- Posgrado
  - Especialización en Seguridad Social.
  - Especialización en Sistema proceso penal.
  - Especialización en Contratación pública.
  - Especialización en Derecho Constitucional y de los Derechos Humanos.
  - Maestría en Derecho.
  - Doctorado en Derecho.

#### Facultad de Ciencias e Ingeniería
- Pregrado
  - Ingeniería de Sistemas y telecomunicaciones.
  - Tecnología en sistemas de información comerciales para Internet.
  - Técnica profesional en configuración de servicios comerciales web.

- Posgrado
  - Especialización en Sistemas de Información Geográfica.
  - Especialización Tecnología en redes.
  - Especialización en Telecomunicaciones.
  - Maestría en Tecnologías de la Información Geográfica.
  - Maestría en Bioinformática y tecnología Computacional

## Investigación
- Centro de Atención Psicológica (CAP).[3]
- Consultorio Jurídico y Centro de Conciliación.[4]